# Jan Czerski
Jan Stanisław Franciszek Czerski (en russe : Иван Дементьевич Черский), né en 1845 et mort en 1892, est un paléontologue, géologue, géographe et explorateur polonais. Il fut exilé dans la région de Transbaïkalie pour la participation à l'insurrection polonaise de 1861-1864.

## Biographie
Scientifique autodidacte, il est condamné par un tribunal de guerre au service militaire à vie dans un bataillon disciplinaire de Sibérie. Lors de ses temps libres, il va arpenter de 1864 à 1869 les rives de l'Irtych à la recherche de coquillages fossiles. Réformé en 1869, il doit rester en exil et donne des cours particulier pour gagner sa vie.
Repéré par le géographe Arseni Ousoltsev, celui-ci obtient son transfert à Irkoutsk. La société russe de géographie obtient en 1875 son amnistie et, en 1877, il est chargé d'établir la configuration géologique complète du lac Baïkal. En cinq années, il va ainsi parcourir avec sa femme tous les lieux en se livrant à une analyse systématique des roches, de la flore et de la faune.
A son retour à Saint-Pétersbourg, il synthétise ses travaux et publie en 1886 une carte géologique du lac Baïkal. Il analyse aussi les échantillons  de faune post-tertiaire rapportés de Sibérie par Eduard von Toll.
En 1891, la Société russe de géographie l'engage pour explorer les vallées de l'Indiguirka et de la Kolyma. Il part pour Yakoutsk avec sa femme et son fils de douze ans. Au printemps, ils passent la rivière Aldan puis les monts de Verkhoïansk, les fleuves Iana et Indiguirka et, pour atteindre le haut-cours de la Kolyma, escaladent un massif encore inconnu à l'époque des cartes qui s'étend de l'embouchure de la Yana à la source de la Kolyma parallèlement aux monts de Verkhoïansk. Cette chaine de montagne sera plus tard baptisé de son nom en son honneur (russifiée en monts Tcherski).
La famille Czerski hiverne en 1891-1892 sur le haut cours de la Kolyma. A la débâcle, ils descendent en bateau la Kolyma mais Jan s'épuise de jour en jour et c'est sa femme qui collecte. Il ne peut bientôt plus quitter le bord mais continue de rédiger ses carnets et journal. À partir du 13 juin 1892 son fils prend en charge le journal. Le 25 juin, Jan Czerski commence à manquer d'air puis crache du sang par les narines. Après une demi-journée de supplice, il meurt près d'une rivière nommée Prorva et est inhumé près de la rivière Omolon.

## Hommages
Il reçoit trois distinctions de la Société russe de géographie, et son nom a été donné à de nombreux lieux géographiques de Sibérie.
- Monts Tcherski dans les montagnes de Sibérie orientale, en Kolyma, dans le cours supérieur des rivières Kolyma et Indiguirka, et plus loin le long de la rive droite du fleuve Iana ;
- Tcherski, commune urbaine en république de Sakha ;
- Monts Tcherski dans le kraï de Transbaïkalie ;
- Mont Tcherski, haut de 2 588 mètres d'altitude, qui est le point culminant des monts Baïkal ;
- Pic Tcherski, point culminant de la crête Komarinski avec ses 2 090 mètres d'altitude, et un des plus hauts sommets des monts Khamar-Daban ;
  - le Col Tcherski sur la même montagne ;
- Kameny Tcherskogo (ru) (la « Pierre Tcherski »)  est un pic de 728 m de haut près du village de Listvianka dans l'oblast d'Irkoutsk ;
- Volcan Tcherski (ru), volcan éteint, haut de 110 mètres par rapport à la plaine (hauteur absolue de 890 mètres) ; situé dans la dépression de la Tounka, dans le raïon de la Tounka en Bouriatie ;
- Les glaciers Tcherski, deux glaciers situés dans les monts Baïkal ;
- Le rivage Tcherski, une portion de littoral du lac Baïkal dans la réserve naturelle de la Bargouzine ;
- La rive Tcherski, une rive de la rivière Irtych dans le village de Novaïa Stanista dans l'oblast d'Omsk ;
- La vallée Tcherski, une vallée des monts Saïan orientaux.